# Тангерова болест
Тангерова болест или хипоалфалипопротеинемија је изузетно ретко наследно обољење које се карактерише изразитим смањењем количине липопротеина високе густине, познатог као „добар холестерол“, у крвотоку и акумулација естара холестерола у многим органима у телу, посебно у ретикулоендотелним системима. Ови органи су жуто-наранџасте боје и веће величине. Због тога пацијенти имају повећан ризик од превремених кардиоваскуларних догађаја у млађој доби од нормалних појединаца.
До сада је широм света идентификовано око 100 случајева ове болести.

## Историја
У 1959. години, петогодишњи пацијент по имену Теди Лард са острва Танџир у Вирџинији, представио се са изузетно великим и жутим-наранџастим крајницима који су уклоњени од стране лекара оружаних снага. Након почетне дијагнозе Ниман-Пикове болести, пребачен је код доктора Луиса Авилија у Национални институт за рак. Доналд Фредриксон, тадашњи шеф Одељења за молекуларне болести, сазнао је за овај случај и имао осећај да је првобитна дијагноза била погрешна. 1960. године, отпутовао је са доктором Авилијем на острво Танџир ради даљег истраживања. Након што су уочили исте симптоме код Тедијеве сестре, истрага је показала изузетно велики број пеноцита, не само у крајницима, већ и у широком спектру ткива, укључујући коштану срж и слезину. Током другог путовања на острво, открили су да породица има веома ниске нивое липопротеина високе густине, што је указивало на генетску основу болести.

## Етиологија
Тангерова болест показује аутозомно-рецесивни начин наслеђивања у погледу клиничких карактеристика, док биохемијски налази указују на аутозомно-кодоминантну особину.

Ако пацијент наследи оба рецесивна гена од родитеља, имаће изузетно низак ниво липопротеина високе густине. Насупрот томе, особа која наследи само један мутантни ген биће хетерозиготни носилац, са релативно ниским нивоом липопротеина високе густине (отприлике половина нормалног нивоа), али без очигледних клиничких симптома болести.
Родитељи који су хетерозиготни за Тангерову болест имају:
- 25% шансе да добију потомка који је хомозиготно захваћен болешћу,
- 50% шансе да добију хетерозиготног носиоца,
- 25% шансе да добију потомка са нормалним генотипом.

Ако је један родитељ хомозиготан за болест, а други потпуно здрав, сва њихова деца ће бити хетерозиготни носиоци (100% носиоци). Код пацијената са Тангиер болешћу, холестерол се акумулира унутар ћелија, што на крају доводи до оштећења њихове функције и смрти.

## Епидемиологија
Преваленца Тангерове болести процењује се на 1 у 1.000.000 особа. Болест је изузетно ретка, а од њеног открића 1961. године документовано је око 100 случајева широм света.
Болест је описана код особа свих раса. Бракови у сродству повећавају ризик од појаве болести у наредним генерацијама. Ипак, у литератури су забележена два случаја код деце чије породице нису биле у сродству.

## Дијагноза

### Клиничке карактеристике
- Један од најупечатљивијих знакова је депозиција холестерола у крајницима, што им даје жуто-наранџасту боју. Ово је посебно изражено код деце и младих особа и обично представља прву клиничку манифестацију.
- Пацијенти су склони превременој атеросклерози, што повећава ризик од коронарних болести и можданог удара у раној животној доби. Понекад може доћи и до захваћености срчаних залистака.[10]
- Холестеролска депозиција у Швановим ћелијама доводи до демијелинизације нервних влакана, што може резултирати:[11]
  - Губитком осећаја за бол и температуру, најчешће у горњим екстремитетима.
  - Мултифокалном сензомоторном неуропатијом.
  - Дисталном симетричном полинеуропатијом.
- Замућење рожњаче је забележено, али обично благог степена и без значајног губитка вида.
- Депозиција холестерола у јетри и слезини доводи до хепатоспленомегалије. Захваћеност слезине може изазвати тромбоцитопенију, а холестерол се може таложити и у лимфним чворовима.
- У неким случајевима, депозиција холестерола у алфа ћелијама панкреаса доводи до развоја шећерне болести (дијабетеса).

### Додатни клинички знаци
- Абдоминални бол
- Хронична неинфективна лимфаденопатија
- Сува кожа
- Дистрофија ноктију
- Фацијална диплегија (обострана слабост мишића лица)

## Лечење
Тренутно не постоји специфичан третман за Тангерову болест. Напори су усмерени на повећање нивоа липопротеина високе густине путем измена начина живота, укључујући:
- Редовну аеробну физичку активност
- Одржавање здраве телесне тежине
- Престанак пушења
- Замену засићених масти мононезасићеним масним киселинама

Ове интервенције могу побољшати симптоме, посебно периферну неуропатију.

### Симптоматска терапија
Лечење се спроводи у зависности од клиничких манифестација:
- Тонзилектомија у случају увећања крајника које доводи до симптома притиска или опструкције дисајних путева.
- Трансплантација рожњаче код пацијената са израженим замућењем рожњаче.
- Ортопедска помагала и физикалне вежбе за пацијенте са периферном неуропатијом.
- Избегавање спортова и активности са високим ризиком од удараца у стомак, како би се спречила руптура слезине код пацијената са спленомегалијом.